# Ваал (Брехт)
«Ваал» (нім. Baal) — рання п'єса німецького поета і драматурга Бертольта Брехта.

## Історія створення
Існує чотири редакції п'єси Брехта «Ваал». Першу він закінчив у 1918; в цій редакції асоціальний герой п'єси (асоціальний в «асоціальному суспільстві», як напише пізніше Брехт), поет Ваал, був освідченням у коханні до Франсуа Війона, «вбивці, грабіжника з великої дороги, автора балад», і притому балад непристойних, — все тут було розраховано на епатаж доброчесного буржуа.
Трохи пізніше «Ваал» трансформувався в п'єсу антиекспресіоністську, «протип'єсу», полемічно спрямовану, зокрема, проти ідеалізованого портрета Крістіана Граббе в «Самотньому» Ганса Йоста — драматурга, який прославився не стільки своїми п'єсами, скільки висловом героя однієї з них: «Коли я чую слово культура <…>, я знімаю із запобіжника свій браунінг». 1919 року разом з п'єсою «Барабани в ночі» Брехт відніс «Ваала» в літературну частину мюнхенського «Каммершпіле», але до постановки вони не були прийняті.
Втретє Брехт переробив «Ваала» восени 1920 року — для обіцяної йому публікації у видавництві Георга Мюллера. 1922 року п'єса дійсно була видана, проте сам Брехт у своєму щоденнику схарактеризував цей варіант «Ваала» як «зіпсований, заакадемізірованний, пригладжений, причесаний, поголений і втиснутий у купальні рейтузи». Саме в цій редакції п'єса вперше була поставлена в 1923 році на сцені, але репертуарною не стала.
У 1954 році, при підготовці до видання зібрання своїх п'єс, в есе «Перечитуючи мої перші п'єси» Брехт писав: «Для тих, хто не навчився мислити діалектично, у п'єсі» Ваал «може зустрітися чимало труднощів. Вони навряд чи побачать у ній що-небудь, крім прославлення голого егоцентризму. Однак тут якесь „Я“ протистоїть вимогам і приниженням від такого світу, який визнає не використання, але лише експлуатацію творчості. Невідомо, як Ваал поставився б до доцільного застосування його дарувань; він чинить опір їх перетворенню в товар». Для нового видання він вибрав «пригладжену» третю версію, відновивши при цьому в початковій редакції першу і останню сцени «Ваала». «В іншому, — писав драматург, — я зберігаю п'єсу такою, яка вона є, — у мене немає сил міняти її. Згоден (і попереджаю): цій п'єсі бракує мудрості».

## Дійові особи
- Ваал,  поет
- Екарт,  композитор, друг Ваала
- Софія
- Мех,  видавець і торговий агент
- Емілія,  дружина Меха
- Доктор Піллер,  критик
- Йоханнес Шмідт
- Йоханна,  подруга Йоханнеса
- Луїза,  офіціантка

## Сюжет
Ваал — розпусний поет, «марнотратник життя», який робить своє життя, як можна припустити, з Артюра Рембо — одного з кумирів молодого Брехта. Він володіє даром притягувати до себе людей, але звертається з ними без церемоній: своєму прихильнику Йоханнесу Шмідту він платить тим, що ґвалтує його наречену Йоханну; кинута Ваалом, дівчина кінчає життя самогубством. Він зваблює кохану свого друга Екарта і кидає вагітною. Зрештою, переситившись жінками, він зваблює самого Екарта і вбиває його в п'яній сварці. Поступово Ваал опускається на дно і, бездомний, вмирає в сторожці лісника.

## Сценічна доля
Вперше «Ваал» був поставлений в лейпцизькому Старому театрі ( Altes Theater ) в грудні 1923 року, але, як всі ранні п'єси Брехта, викликав сильне роздратування. Сам Брехт, зайнявшись режисурою, ніколи до цієї п'єси не звертався. Однак в останні десятиліття «Ваал» став чи не найбільшою поширеною в Європі п'єсою Брехта, нехай і не завжди на професійній сцені. «Ваалом» студенти атакують своїх професорів; «Ваали» стають часом першими — і може, найрішучішими — кроками молодих режисерів на професійній сцені.
Оригінальне трактування п'єси запропонував в 2007 році відомий польський режисер Марек Федор, що дав своїй виставі підзаголовок «Сім аспектів вааличного світовідчуття» — за кількістю сцен у п'єсі Брехта. У цій виставі головного героя в різних сценах грали кілька різних акторів, представляючи різні варіації на тему Ваала; дію режисер переносив в початок XXI століття, і герой Брехта, відповідно, перетворювався на «перформера» — чи то продукт, чи то жертву медійної розкрутки. У виставі Федора багатоликий Ваал поставав в образах бунтівного підлітка, пресиченого «пофігіста» або, за словами критика, «мученицьки виснаженого старця, що пройшов через радикальні духовні пошуки, який пішов у народ і гине тепер серед цього народу»; потенційними ваалами ставали і деякі інші персонажі п'єси.

### Відомі постановки
- 1923 — Старий театр ( Altes Theater ), Лейпциг. Прем'єра відбувся 8 грудня,
- 2007 — Театрі ім. Кохановського, Ополе (Польща). Постановка Марека Федора. Ролі виконували:  Ваал  (у різних сценах) — Мачей Намислов, Лешек Малець, Анджей Якубчик;  Емілія  — Беата Вненк-Малець,  Йоанна  — Івона Гловіньска[1]

## Екранізації
В 1970 р. німецький режисер Фолькер Шльондорф зняв за п'єсою фільм «Ваал». Після перегляду родичі Брехта заборонили його показ на 40 років. У результаті фільм показали широкій публіці лише у 2014-му. В Україні фільм демонструвався в 2015 році в рамках тижня Нового німецького кіно.